# Trévou-Tréguignec
Trévou-Tréguignec é uma comuna francesa na região administrativa da Bretanha, no departamento Côtes-d'Armor. Estende-se por uma área de 6,51 km². Em 2010 a comuna tinha 1 475 habitantes (densidade: 226,6 hab./km²).